# العلاقات المصرية المكسيكية
العلاقات المصرية المكسيكية تُشير إلي العلاقات الدبلوماسية بين مصر والمكسيك.

## التاريخ
أول بعثة دبلوماسية رسمية للمكسيك في مصر كانت في مدينة الإسكندرية،حيث افتتحت المكسيك أولي قنصليتها في المدينة في عام 1905،لمساعدة السفن المكسيكية التي تتوقف في المدينة لتنتقل عبر قناة السويس .أقيمت العلاقات الدبلوماسية بين البلدين في 31 مارس 1958. وفي عام 1960، افتتحت المكسيك أول سفارة مقيمة لها في القاهرة.

## في الوقت الحاضر
التجارة بين البلدين متواضعة وبلغت حوالي 200 مليون دولار أمريكي في عام 2011.مصر هي ثالث أكبر شريك تجاري للمكسيك في أفريقيا.سيمكس واحدة من أكبر الشركات المكسيكية العالمية ؛مستثمر كبير في مصر.

## العضوية المشتركة
تعتبر كل من مصر والمكسيك قوى إقليمية في مناطقها وكلاهما أعضاء في الأمم المتحدة.

## البعثات الدبلوماسية
- مصر لديها سفارة في مدينة المكسيك.
- المكسيك لديها سفارة في القاهرة.